# Ernestinische Teilung
Die Ernestinische Teilung – nach dem Altenburger Erbteilungsvertrag vom 13. Februar 1640 – bezeichnet eine der zahlreichen Landesteilungen, die die Ernestinischen Wettiner in Thüringen durchgeführt haben.
Die Teilung wurde zwischen dem Herzog von Sachsen-Weimar Wilhelm IV. und seinen jüngeren Brüdern Albrecht, dem nachmaligen Herzog von Sachsen-Eisenach und Ernst I., dem Frommen, dem nachmaligen Herzog von Sachsen-Gotha, durchgeführt. Es entstanden so neben Sachsen-Weimar die neuen Herzogtümer Sachsen-Eisenach und Sachsen-Gotha.

## Vorgeschichte
Herzog Johann Wilhelm I. von Sachsen-Weimar war der letzte Ernestiner, der, wenn auch nur kurzzeitig, über den Ernestinischen Gesamtbesitz, also alle Ländereien und Besitzungen, die den Ernestinern nach der Wittenberger Kapitulation noch verblieben waren, verfügte. 1572 wurde er jedoch gegen seinen Willen gezwungen, seinen Besitz mit seinen Neffen Johann Casimir und Johann Ernst zu teilen (Erfurter Teilung). Es entstanden so neben Sachsen-Weimar die neuen Herzogtümer Sachsen-Coburg und Sachsen-Eisenach. 1603 teilte sich dann von Sachsen-Weimar auch noch die ältere Linie der Herzöge von Sachsen-Altenburg ab.

## Die Ernestinische Teilung
1633 starb Sachsen-Coburg aus, das daraufhin vorübergehend an Sachsen-Eisenach fiel, welches jedoch ebenfalls 1638 ausstarb. Die Besitzungen dieser Linie, also im Wesentlichen Coburg, Gotha und Eisenach wurden daraufhin unter den beiden noch bestehenden Ernestinischen Linien, also Sachsen-Weimar und Sachsen-Altenburg aufgeteilt, wobei Sachsen-Weimar den Löwenanteil erhielt. Damit war die Erfurter Teilung wieder rückgängig gemacht und Sachsen-Weimar verwaltete den größten Teil des Ernestinischen Gesamtbesitzes (mit Ausnahme der der älteren Linie von Sachsen-Altenburg gehörenden Gebiete), hatte somit also wieder eine Größe erreicht, die eine Landesteilung möglich machte.
In Sachsen-Weimar regierte seit 1620 Herzog Wilhelm IV., der jedoch seine jüngeren Brüder an der Regierung beteiligen musste. 1639/40 lebten nur noch zwei von Wilhelms jüngeren Brüdern, so dass nun eine Teilung des sachsen-weimarischen Besitzes in drei Teile vertretbar war. Wilhelm teilte deshalb in der Erfurter Teilung seine Besitzungen mit seinen beiden Brüdern: Von Sachsen-Weimar wurden Sachsen-Gotha und Sachsen-Eisenach abgeteilt. Sachsen-Eisenach fiel an Herzog Albrecht, Sachsen-Gotha an Herzog Ernst I. den Frommen.

## Bedeutung
Mit der Ernestinischen Teilung wurde die Aufteilung des ehemaligen ernestinischen Gesamtbesitzes in Thüringen zementiert und ein weiterer wichtiger Schritt auf dem Wege zum Entstehen der Kleinstaaterei in Thüringen (vgl. Ernestinische Herzogtümer) gelegt. Die Linie Sachsen-Eisenach war nur von kurzer Dauer, sie starb bereits 1644 wieder aus. Sachsen-Eisenach fiel an Sachsen-Weimar zurück, wurde noch mehrmals von diesem abgetrennt, verblieb aber seit 1741 endgültig bei Sachsen-Weimar (Herzogtum, später (1815) Großherzogtum Sachsen-Weimar-Eisenach). Die Linie Sachsen-Gotha dagegen blüht bis in die Gegenwart. Sie teilte sich später noch mehrmals (vgl. Gothaer Hauptreceß), auf sie, also auf Ernst den Frommen gingen schließlich die Linien Sachsen-Coburg und Gotha, Sachsen-Meiningen und Sachsen-Altenburg hervor, die bis zur Abschaffung der Monarchie 1918 ihre entsprechenden Länder regierten. Die Ernestinische Teilung wurde also erst mit der Schaffung des Landes Thüringen im Jahr 1920 überwunden.